# 原田裕子
原田裕子（はらだ ゆうこ、1981年 - ）は、日本の版画家、木版画職人、摺師、木版デザイナー。鹿児島県鹿児島市出身。京都府京都市在住。老舗手摺匠「竹中木版」の六代目。京都教育大学教育学部美術科教育学科卒業。

## プロフィール
大学在学中に竹中木版に弟子入り、竹中健司に師事。職人として技術を研鑽するとともに、竹笹堂アートディレクターとして、木版アートステーショナリーの作品を制作発表。数々のメディアから注目を集める。2006年（平成18年）にアメリカ合衆国ペンシルベニア州・マサチューセッツ州ボストンで、翌年にはハワイ州でワークショップを竹中健司と開催。原田の作品はギメ東洋美術館、フランス国立図書館（ともにフランス）に所蔵されている。
木版デザイナーとして、原田独自の「連柄」と名付けられた連続したパターンを用いた表現方法を編み出し、オリジナル木版画を用いたコフレットやブックカバーなどの雑貨を制作している。2010年より光村推古書院出版の京都手帖の装丁、挿絵デザインを提供し、他にもテキスタイルやパッケージデザインなどを木版画で提案するなど、活動の幅を広げている。

## 作品
- 「林檎椿」（木版画）
- 「ざくろ」（木版画）
- 「ピッチュ」（木版画）
- 「ねこ」（木版画）
- 「うさぎ」（木版画）

## デザイン提供
- 京都手帖（光村推古書院）2010年〜
- 2011年版 きもの文化検定問題集（ハースト婦人画報社）2011年
- 山本仁商店 京の蚊帳生地ふきん 2014年
- 日本写真印刷 OneCoverスマートフォンケース 2014年

## 展覧会
- 京都手帖2014原画展（京都マルイ）2013年
- くだもの展覧会 〜木版画の美味しいくだもの〜（同時代ギャラリー）2011年
- 連柄展（同時代ギャラリー）2010年
- 京都の赤展（代官山モンキーギャラリー）2010年
- 京都の赤展（Galerie Lieu-Dit et、 Galerie Immanence　ともにフランス・パリ）2010年

## CM
- 大塚製薬「カロリーメイト」2011年10月〜2012年5月
- P&G「パンテーン」2014年5月〜6月

## TV
- ソロモン流（テレビ東京）2012年
- LIFE〜夢のカタチ〜（朝日放送）2012年
- 未来シアター（日本テレビ）2014年
- デザイン・コード（テレビ朝日）2015年

## ラジオ
- 5&6DJ（京都三条ラジオカフェ）2009年〜2011年
- オールドルーキーズバーDJ（京都三条ラジオカフェ）〜2009年